# Curcuma mutabilis
Curcuma mutabilis là một loài thực vật có hoa trong họ Gừng. Loài này được Jana Škorničková, Mamiyil Sabu và Prasanthkumar M. G. mô tả khoa học đầu tiên năm 2004. Mẫu định danh: Skornickova & Prasanthkumar 84145; thu thập tại Nilambur, huyện Malappuram, bang Kerala, Ấn Độ.

## Từ nguyên
Tính từ định danh mutabilis nghĩa là biến thiên, biến đổi; ở đây là nói tới màu sắc (thùy tràng, cánh môi và nhị lép) cũng như kích thước cực kỳ dễ biến thiên của loài này.

## Phân bố
Loài này có tại Nilambur, bang Kerala, tây nam Ấn Độ. Sinh sống trên vùng đất thấp, ở cao độ 50–100 m, dưới tán trong các đồn điền trồng tếch (Tectona grandis), rừng thứ sinh và thảm cây bụi trên đất đá ong khô.

## Mô tả
Cây thảo thân rễ; cao 10–60 cm. Thân rễ kích thước tới 5 × 2,5 cm, hình trứng không phân nhánh, hình trụ tới hình nón, vùi sâu trong đất, vỏ nâu nhạt, nhẵn nhụi, bao trong các vảy như giấy, màu nâu và gốc của các bẹ lá, để lại sẹo sau khi rữa, ruột màu kem ánh vàng, thơm nhẹ. Rễ mọng kết thúc bằng các củ rễ hình trứng 2-4 × 1–2 cm, khoảng cách 2–15 cm từ thân rễ chính, vỏ nâu nhạt, nhẵn nhụi, ruột trắng ngọc trai. Thân giả dài 5–30 cm, vùi sâu trong đất, tạo thành từ các bẹ lá và 3-4 lá bắc bao, xanh lục hoặc với ánh đỏ, khô vào cuối mùa và trở thành dạng giấy màu nâu, lưỡi bẹ 3–4 mm, 2 thùy, ánh lục trong suốt, có lông bên ngoài và trên mép, lông dài 0,2-0,3 mm; chồi lá dài 15–60 cm. Lá đầu mùa 1-2 với cuống ngắn hoặc không cuống, sau đó ra đến 7 lá, cuống dần dài hơn tới 20 cm; cuống lá xanh lục hoặc ánh đỏ, nhẵn nhụi hoặc có lông ngắn; phiến lá 14-35 × 7–11 cm, hình trứng-elip, mặt gần trục xanh lục sẫm, gân nổi rõ, xếp gần nhau, các gân nổi rõ cách nhau chỉ ~ 5 mm, có rãnh giữa chúng, có lông dài ~ 0,3 mm trên các gân nổi rõ và về phía mép – đặc biệt là trong nửa trên phiến lá, mặt xa trục lục nhạt hơn, thường nhẵn nhụi, hiếm khi rậm lông nhung; mép lá như thủy tinh, trắng mờ, rộng ~0,2 mm, có lông ở phần đỉnh và nhẵn nhụi ở phần xa ở phiến lá, chóp đỉnh ~ 0,5 cm, nhọn thon, rậm lông, đáy thu nhỏ dần thành gần hình tim, lệch, gân giữa xanh lục, nhẵn nhụi. Cụm hoa bên vào đầu mùa, cụm hoa trung tâm vào cuối mùa; cuống cụm hoa dài 4–20 cm, dường kính 2,5–8 mm, nhẵn nhụi, ánh trắng, lục nhạt hoặc với ánh đỏ, cuống cụm hoa bên được bọc trong lá bắc, cuống cụm hoa trung tâm ẩn trong thân giả; cành hoa bông thóc 3,5-15 × 2,5–5 cm, gồm 6-70 lá bắc. Mào không rõ nét, thường chỉ 2-3 lá bắc là vô sinh và thẳng hơn so với các lá bắc sinh sản. Lá bắc mào kích thước 2,5-3,5 × 0,7-1,5 cm, màu lục nhạt hoặc với ánh đỏ, mặt trên thưa lông, mặt dưới nhẵn nhụi, đỉnh thuôn tròn với vệt màu nâu tím sẫm. Lá bắc sinh sản kích thước 2,5-3,5 × 1,5-2,7 cm, hình trứng-hình elip với các gân con song song thấy được, đỉnh tù hoặc hơi nhọn, ánh trắng, xanh lục nhạt, xanh lục hoặc với ánh đỏ tới đỏ nâu, hai mặt nhẵn nhụi, hợp sinh tại nửa dưới. Tất cả các lá bắc luôn với chóp màu tím cẩm quỳ sẫm, thường lớn hơn ở các lắc bắc phía trên và ít rõ ét ở các lá bắc phía dưới. Xim hoa bọ cạp xoắn ốc với 2-4 hoa. Lá bắc con 1 mỗi hoa, 5-7 × 2–4 mm, như thủy tinh, trắng mờ hoặc với ánh hồng hay đỏ, gần như nhẵn nhụi hoặc có lông tơ mịn, với ít lông dài 0,2-0,3 mm ở đỉnh. Hoa dài 4,5–5 cm, thò ra từ lá bắc. Đài hoa dài 0,8-1,1 cm, 3 răng, chẻ một bên sâu 3-4,5 mm, trắng mờ hoặc với ánh hồng hay tím sẫm, khá nhẵn nhụi nhưng với các răng thưa lông và đôi khi dọc theo phần trên của gân dẫn từ răng tới đáy. Ống tràng ~2,5–3 cm, tại gốc màu trắng, ánh vàng hay vàng, về phía thùy đôi khi ánh hồng, đỏ hay tím, nhẵn nhụi; thùy tràng lưng 1,4-1,8 × 1-1,4 cm, hình trứng-tam giác, lõm, đỉnh có mấu nhọn; mấu dài 1–2 mm, nhẵn nhụi, màu trắng, ánh vàng, vàng, đôi khi với ánh hồng đỏ hay tím sẫm ánh lam; các thùy bên 1,4-1,7 × 0,6-0,8 cm, hình tam giác với chóp thuôn tròn hơi lõm, nhẵn nhụi, cùng màu thùy lưng nhưng ít chói lọi hơn, thường xếp chồng ở phần đỉnh trên mặt bụng của hoa. Nhị lép bên 1,3-1,6 × 1-1,2 cm, hình trứng ngược-hình thoi, màu vàng hay vàng với đáy ánh đỏ, đôi khi trắng hoặc trắng vàng với đáy ánh đỏ, các lông tuyến có trên phần giữa gồ lên. Cánh môi 1,4-1,6 × 1,5-1,9 cm, mép khía răng cưa, chẻ dài 3–6 mm, màu vàng (đôi khi trắng), phần trung tâm màu vàng sẫm hay vàng (hiếm khi trắng), đáy màu ánh vàng (đôi khi với vệt hay ánh đỏ sẫm). Bao phấn có cựa, có lông tuyến trên các mặt và phần lưng, mô vỏ bao phấn màu ánh trắng, dài 3,5–4 mm; chỉ nhị 3–4 mm, màu vàng nhạt, vàng hay với ánh đỏ sẫm, thắt lại, rộng 3 mm ở đáy, 2 mm ở phần trên. Cựa bao phấn dài 2-2,5 mm, màu trắng hay kem ánh vàng, hướng lên trên. Mào bao phấn thuôn tròn tới hơi cụt, rộng ~1,5 mm và dài ~0,5 mm. Bầu nhụy 3-3,5 × 2,5–3 mm, 3 ngăn, có lông tơ trắng dài 0,3-0,4 mm, noãn nhiều. Đầu nhụy 1-1,4 × 0,9-1,1 mm, màu trắng, có lông rung, thò ra 1-2,5 mm. Tuyến trên bầu 2, màu kem vàng, dài 3–5 mm, đường kính 0,5-0,6 mm. Quả nang nứt, hình cầu, ~1 × 1 cm. Hạt 3 × 2 mm, màu nâu nhạt, nhẵn bóng, không thơm, áo hạt trắng mờ, xé rách, thùy tới 6 × 0,7-1,5 mm. Cụm hoa bên tháng 5-6 ngay trước hoặc cùng với lá; cụm hoa đầu cành (trung tâm) tháng 9 nếu đủ mưa. Tạo quả 3-4 tuần sau khi ra hoa.
Loài có quan hệ gần là C. oligantha với mào không rõ nét và thân rễ hình trứng ruột vàng kem không phân nhánh; nhưng khác ở chỗ cao hơn (tới 60 cm), phiến lá hình trứng-elip và cụm hoa gồm 6-70 lá bắc. Các lá bắc hình trứng-elip với vệt màu tím sẫm ánh nâu rõ nét tại chóp thuôn tròn và hợp sinh ở nửa dưới giúp phân biệt nó với C. oligantha (hiếm khi cao quá 15–20 cm, phiến lá hình trứng-hình mác, cụm hoa 5-10(-15) lá bắc hình mác hợp sinh ở phần dưới ít hơn 25% chiều dài, không có màu sắc khác rõ nét ở chóp nhọn thon). Hoa của nó (dài tới 5 cm, đài hoa 8–11 mm, nhị lép bên tới 1,6 × 1,2 cm không thò ra nhiều so với thùy tràng lưng, cựa bao phấn hướng lên) cũng nhỏ hơn so với của C. oligantha (dài tới 5–7 cm, đài hoa 15–21 mm, nhị lép bên tới 3 × 1,4 cm thò ra nhiều rõ nét so với thùy tràng lưng, cựa bao phấn hướng xuống).